# Quản trị mạng
Quản trị mạng là người được chỉ định trong một tổ chức có trách nhiệm bao gồm duy trì cơ sở hạ tầng máy tính với trọng tâm là kết nối mạng. Trách nhiệm của vị trí này có thể khác nhau giữa các tổ chức, nhưng máy chủ tại chỗ, tương tác mạng phần mềm cũng như tính toàn vẹn / khả năng phục hồi của mạng là các lĩnh vực trọng tâm chính.

## Nhiệm vụ
Vai trò của quản trị viên mạng có thể thay đổi đáng kể tùy thuộc vào quy mô, vị trí và cân nhắc kinh tế xã hội của tổ chức. Một số tổ chức hoạt động theo tỷ lệ hỗ trợ người dùng và kỹ thuật, trong khi các tổ chức khác thực hiện nhiều chiến lược khác.
Nói chung, về các tình huống phản ứng (ví dụ: sự gián đoạn bất ngờ đối với dịch vụ hoặc cải tiến dịch vụ), Sự cố Hỗ trợ CNTT được nêu lên thông qua hệ thống theo dõi sự cố. Thông thường, các vấn đề hoạt động theo cách của họ thông qua Bàn trợ giúp và sau đó chuyển qua khu vực công nghệ có liên quan để giải quyết. Trong trường hợp xảy ra sự cố liên quan đến mạng, sự cố sẽ được chuyển hướng đến quản trị viên mạng. Nếu quản trị viên mạng không thể giải quyết vấn đề, một vé sẽ được chuyển đến một kỹ sư mạng cao cấp hơn để phục hồi dịch vụ hoặc nhóm kỹ năng phù hợp hơn.
Quản trị mạng thường tham gia vào công việc chủ động. Loại công việc này thường sẽ bao gồm:
- giám sát mạng.
- kiểm tra mạng tìm điểm yếu.
- để mắt đến những cập nhật cần thiết
- cài đặt và thực hiện các chương trình bảo mật.
- trong nhiều trường hợp, E-mail và bộ lọc Internet.
- đánh giá việc cài đặt mạng.

Quản trị mạng có trách nhiệm đảm bảo rằng phần cứng máy tính và cơ sở hạ tầng mạng liên quan đến mạng dữ liệu của tổ chức được duy trì hiệu quả. Trong các tổ chức nhỏ hơn, họ thường tham gia vào việc mua sắm phần cứng mới, triển khai phần mềm mới, tạo và bảo quản hình ảnh đĩa cho các cài đặt máy tính mới, đảm bảo rằng các giấy phép được trả tiền và cập nhật cho phần mềm cần nó, duy trì các tiêu chuẩn cho cài đặt máy chủ và ứng dụng, giám sát hiệu suất của mạng, kiểm tra các vi phạm bảo mật và thực hành quản lý dữ liệu kém. Một câu hỏi phổ biến cho quản trị mạng doanh nghiệp nhỏ (SMB) là: "Tôi cần bao nhiêu băng thông để điều hành doanh nghiệp của mình?"  Thông thường, trong một tổ chức lớn hơn, các vai trò này được chia thành nhiều vai trò hoặc chức năng trên các bộ phận khác nhau và không được hành động bởi một cá nhân. Trong các tổ chức khác, một số vai trò được đề cập này được thực hiện bởi các quản trị viên hệ thống.
Cũng như nhiều vai trò kỹ thuật, các vị trí quản trị mạng đòi hỏi kiến thức kỹ thuật và khả năng tìm hiểu sự phức tạp của các gói phần mềm mạng và máy chủ mới một cách nhanh chóng. Trong các tổ chức nhỏ hơn, vai trò cao cấp hơn của kỹ sư mạng đôi khi được gắn với trách nhiệm của quản trị mạng. Thông thường các tổ chức nhỏ hơn thuê ngoài chức năng này.

## Đào tạo và Chứng nhận
- Microsoft
- Novell
- CompTIA
- Red Hat
- Chứng chỉ Cisco (CCNA, CCNP, CCIE)